# Emily Alyn Lind
Emily Alyn Lind (New York, 6 maggio 2002) è un'attrice statunitense.
È conosciuta principalmente per il ruolo di Melanie nei film Netflix La babysitter e La babysitter - Killer Queen.

## Biografia
Emily Alyn Lind nasce nel 2002, seconda delle tre figlie di Barbara Alyn Woods (anch'essa attrice) e John Lind (produttore cinematografico); ha infatti una sorella maggiore, Natalie (2000, attrice) e una sorella minore, Alyvia (2007).
Ha fatto il suo debutto cinematografico a 5 anni, interpretando una giovane Dakota Fanning in La vita segreta delle api del 2008.
Nel 2009 ha invece interpretato una giovane Paz de la Huerta nel film Enter the Void.
In televisione, è nota per aver interpretato Emma Lavery in La valle dei pini e Vanessa Marks nel film TV Miracolo a novembre, e per interpretare Amanda Clarke da bambina nella serie televisiva statunitense Revenge.
È apparsa come guest star in serie televisive come I giorni della nostra vita, Eastwick, Criminal Minds e Flashpoint.
Nel 2017 e nel 2020 interpreta la docile e poi sanguinaria Melanie nei film La Babysitter e La Babysitter - Killer Queen, entrambi diretti da McG. 
Nel 2024 dà il volto al fantasma Melody nel film Ghostbusters - Minaccia glaciale, diretto da Gil Kenan.

## Filmografia

### Cinema
- La vita segreta delle api (The Secret Life of Bees), regia di Gina Prince-Bythewood (2008)
- Enter the Void, regia di Gaspar Noé (2009)
- Blood Done Sign My Name, regia di Jeb Stuart (2010)
- J. Edgar, regia di Clint Eastwood (2011)
- Una scuola per Malia (Won't Back Down), regia di Daniel Barnz (2012)
- Comic Movie (Movie 43), regia di vari (2013)
- The Haunting in Connecticut 2: Ghosts of Georgia, regia di Tom Elkins (2013)
- Jackie & Ryan, regia di Ami Canaan Mann (2014)
- Mockingbird - In diretta dall'inferno (Mockingbird), regia di Bryan Bertino (2014)
- Hidden - Senza via di scampo (Hidden), regia di Matt Duffer e Ross Duffer (2015)
- Lights Out - Terrore nel buio (Lights Out), regia di David F. Sandberg (2016)
- La babysitter (The Babysitter), regia di McG (2017)
- Replicas, regia di Jeffrey Nachmanoff (2018)
- Doctor Sleep, regia di Mike Flanagan (2019)
- La babysitter - Killer Queen (The Babysitter: Killer Queen), regia di McG (2020)
- Every Breath You Take - Senza respiro (Every Breath You Take), regia di Vaughn Stein (2021)
- Ghostbusters - Minaccia glaciale (Ghostbusters: Frozen Empire), regia di Gil Kenan (2024)

### Televisione
- I giorni della nostra vita (Days of Our Lives) – serial TV, 1 puntata (2009)
- Eastwick – serie TV, 5 episodi (2009)
- Who Is Clark Rockefeller?, regia di Mikael Salomon – film TV (2010)
- Medium – serie TV, episodio 6x18 (2010)
- La valle dei pini (All My Children) – serial TV, 16 puntate (2010)
- Flashpoint – serie TV, episodio 3x08 (2010)
- Criminal Minds – serie TV, episodio 6x09 (2010)
- Miracolo a novembre (November Christmas), regia di Robert Harmon – film TV (2010)
- Domeniche da Tiffany (Sundays at Tiffany's), regia di Mark Piznarski – film TV (2010)
- Revenge – serie TV, 18 episodi (2011-2015)
- Dear Dumb Diary, regia di Kristin Hanggi – film TV (2013)
- Suburgatory – serie TV, episodio 3x10 (2014)
- Code Black – serie TV, 14 episodi (2015-2018)
- Rush Hour – serie TV, episodio 1x09 (2016)
- Sacred Lies – serie TV, 10 episodi (2020)
- Gossip Girl – serie TV, 22 episodi (2021-2023)
- L'estate dei segreti perduti (We Were Liars) – serie TV, 8 episodi (2025)

## Doppiatrici italiane
Nelle versioni in italiano delle opere in cui ha recitato, Emily Alyn Lind è stata doppiata da:
- Vittoria Bartolomei ne J. Edgar, La babysitter, La babysitter - Killer Queen
- Sara Labidi in Replicas, Doctor Sleep, Ghostbusters - Minaccia glaciale
- Chiara Fabiano in Enter the Void, L'estate dei segreti perduti
- Agnese Marteddu in Revenge, Jackie & Ryan
- Emanuela Ionica in Code Black, Every Breath You Take - Senza respiro
- Laura Marcucci in Miracolo a novembre
- Giorgia Bruno in Una scuola per Malia
- Lucrezia Roma in Hidden - Senza via di scampo
- Lucrezia Marricchi in Gossip Girl